# Државни непријатељ број 1
Државни непријатељ број 1 (енгл. The Public Enemy) америчка је црно-бела криминалистичка филмска драма из 1931. у режији Вилијема Велмана са Џејмсом Кегнијем, Џин Харлоу, Едвардом Вудсом и Џоан Блондел у главним улогама. У питању је класична црно-бела гангстерска драма Вилијама Велмана, филмска адаптација необјављеног дела „Пиво и крв“ двојице новинара – Џона Брајта и Кјубека Гласмона, који су били сведоци злочина Ал Капонеове банде која је деловала у Чикагу.

## Радња
Сврха аутора филма „Државни непријатељ“ била је искрен опис тренутне ситуације у одређеним областима америчког живота, а не величање ниткова или 
злочинаца. Док је „Државни непријатељ“ у суштини истинита прича, сва имена и ликови зликоваца који се појављују су измишљени.
— Предговор Warner Bros. Pictures
Уводне шпице су праћене приказом ликова.
Година 1909., ирски кварт, Чикаго јужни део града (тзв. Саут Сајд). Двојица тинејџера, Том Пауерс (Џејмс Кегни) и његов најбољи пријатељ Мет Дојл (Едвард Вудс), чији отац служи казну због крађе, баве се ситним крађама. Господин Пауерс, пошто је чуо да Томов старији брат Мајк (Доналд Кук) захтева да му се врате клизаљке украдене за Метову сестру Моли, још једном удари свог сина. Момци продају плен трговцу украдене робе Пети Ноус (Мареј Кинел), који са својом малом бандом живи у клубу Ред Оукс.
Година 1915. Одрасли пријатељи одлазе у сада друштвени клуб „Ред Оукс“, и даље раде за Пети, која коначно нуди велику ствар - пљачку складишта „Нортвестерн Фур Компани“ и даје момцима револвере. Током пљачке, Том се уплаши медвеђе коже и пуца у њу, подижући узбуну. Полицајац убија хромог Ларија Далтона, али га убијају момци који су бацили оружје на кров. Округ је на ивици, Пети Ноус је побегао. На Ларијевој сахрани, његова мајка плаче за „добрим дечком који је упао у лоше друштво.“ Дечаци седе у близини, посрамљени.
Година 1917. САД улазе у Први светски рат. Момци возе, Мајк Пауерс се састаје са Моли Дојл. Пријатељи имају новог послодавца - Педија Рајана (Роберт О'Конор), који им даје задатак да транспортују фалсификоване цигаре. Мајк се пријављује као добровољац у маринци, госпођа Пауерс (Берил Мерсер), која је постала удовица, моли свог најмлађег сина, који од ње крије своје праве активности, да не следи пример свог брата. Мајк тражи од Тома да одустане од својих мрачних дела, браћа се свађају, Том добија шамар.
Година 1920. Земља усваја прохибицију, пиварске компаније ужурбано продају алкохол из складишта, а људи га масовно купују, трпајући га у аутомобиле, па чак и у колица за бебе. Цена алкохола расте на 30 долара по галону. Рајан иде на посао са момцима - пљачкају државно складиште, пумпајући алкохол из буради кроз цев у резервоар за бензин. Момци добијају свој први велики новац од кријумчарења и ажурирају свој имиџ; узорци разговарају о недавној пљачки - украдени износ је око 150.000 долара.
Пријатељи почињу да живе велики, живе у лепим становима. У потпуно новом аутомобилу са мануелним мењачем стижу у ресторан, где упознају две шармантне плавуше – Мејми (Џоан Блондел) и Кити (Џоан Блондел), чије другарице, пијане до бесвести, шаљу кући. Рајан преговара са господином Лајманом, власником велике пиваре на Унион авенији, и улази у савез са озлоглашеним гангстером Семјуелом „Нејл“ Нејтаном (Лесли Фентон) како би развио посао кријумчарења. Том, сазнавши да локални бармен продаје пиво конкурената, отвара славине, шамара га и наређује му да купује само од компаније „Лајман Бруинг Компани“.
Мајк се враћа из рата, стан је пун цвећа и венаца, укључујући и брачни пар Дојл. Од полицајца Пета Берка (Роберт Хоманс) сазнаје да се његов брат обогатио не политиком, већ кријумчарењем, а посао је изграђен на „пиву и крви“. На породичној вечери одбија да пије и од беса баца буре о зид. Том примећује да је његов брат добио ордење за убиство, а не за братимљење са Немцима. „Нејл“ Нејтан га зове и тражи услугу - да пребије новац од бармена Пита из Кеди Авеније, који плаћа лошим чековима, или да му „донесе срце“. Кити мисли да Том има неког другог, за шта добија грејпфрут у лице. На путу су покупили слатку плавушу Гвен Ален (Џин Харлоу), која је дошла из Тексаса.
Том прекида са Кити и започиње везу са Гвен, водећи је са собом на забаву где примећује Пети Ноуза. Нејл двосмислено позива момке да се обрачунају са бившим послодавцем који их је преварио. Просећи за живот, Пети свира песму на клавиру коју је изводио својим пријатељима као дете, али му Том пуца у леђа. Госпођа Пауерс брине за свог најстаријег сина, који дању ради као возач трамваја, увече иде у школу, а истовремено се школује. Мајк примећује да Том покушава да мајци да новац и удара га, који цепа новчанице и баца их у лице свом брату.
У разговору Гвен каже да јој Том неће недостајати. Мет утрчава и извештава да је Нејл погинуо у несрећи, пао са коња у парку и добио ударац копитом у главу.
У чланку под насловом „Гангстери сахрањују свог друга“ пишу: „Због сахране „Нејла“ Нејтана, све улице су блокиране. Само цвеће је вредело 75.000 долара. Гомиле су испуниле улице да виде познатог гангстера.“ 
Том плаћа хиљаду долара за коња убицу у шталу број 3 и убија животињу.
— „Разбојници се спремају за рат. Смрт Нејла Нејтана ослабила је банду Педија Рајана. Проблеми са Шимер Бернсом.“
Гангстери предвођени Бернсом, искористивши смрт вође ривалске банде, започињу рат кланова дижући Рајанове решетке у ваздух. Педи, схватајући да су му потребни преостали гангстери живи, окупља их у Пауерсовој кући и наређује им да се притаје, узимајући оружје и новац и распуштајући банду на неколико дана. Шимеров човек види одакле Рајан одлази и каже вођи адресу - дворишта 63-21. Гангстери постављају митраљезе у прозоре куће насупрот и примећују пијаног Тома како се нагиње кроз прозор, не видећи ништа необично у угљу који се истовара из камиона. Следећег дана, Мет, који је изашао напоље за својим пријатељем, бива убијен, хук угља пригушује пуцње, али Пауерс успева на време да се склони иза угла.
Том купује два револвера калибра 38. у продавници оружја, које користи да не плати оружје. Ноћу проналази банду Шимера, са седиштем у Западној хемијској компанији, и, одлучивши да се сам обрачуна са убицама свог пријатеља, организује пуцњаву, током које убија гангстере, али бива рањен. Разбивши прозоре ненапуњеним оружјем, пада на тротоар по киши.
Гангстер завршава у болници, посећују га Матова мајка, брат и сестра Моли, и помирује се са Мајком. Породица једва чека да буде отпуштен из болнице. Међутим, Педи убрзо долази у кућу Пауерсових и говори Мајку да су његовог брата киднаповали Бернсови људи, који су му пуцали у леђа. Рајан оставља Мајка на телефону и каже да је Бернсу послао ултиматум - или ће Том бити враћен вечерас или ће престати са послом и напустити град, што значи да ће изгубити много свог профита. Мајк губи апетит, али убрзо га зове Педијев човек и каже да је Том на путу. Чланови домаћинства се припремају за састанак. Чује се куцање на вратима и рика аутомобила који се вози. На прагу, Мајк открива леш свог брата, натрпан у врећу и везан ужадима, са крвавим завојем на глави, руши се на под. Док певуши мајка на спрату мења јастучнице са Моли, Мајк, уз мирну музику грамофона, тетура према камери.
„Крај Тома Пауерса је крај сваког негативца. „Непријатељ јавности (Државни непријатељ)“ није личност или херој, то је проблем који пре или касније МИ, јавност, морамо да решимо.“